# Tlanchinol (kommun)
Tlanchinol är en kommun i Mexiko.   Den ligger i delstaten Hidalgo, i den sydöstra delen av landet, 180 km norr om huvudstaden Mexico City. Antalet invånare är 33 694.
Följande samhällen finns i Tlanchinol:
- Tlanchinol
- San José
- Olotla
- Chipoco
- Toctitlán
- San Salvador
- Totonicapa
- Chachala
- Citlala
- Amoxco
- Pitzotla
- Tenexco
- Acuapa
- Tierra Colorada
- Tianguis
- Ehuatitla
- Barrio Santa Cecilia
- Comala
- Tlahuelompa
- Tlahuelongo
- Cuatahuatla
- Xaltipa
- Rancho Nuevo
- Tepeyac
- Barrio Independencia
- Tecontla
- Cerro Alto